# Coppa delle Nazioni U23 UCI 2012
La Coppa delle Nazioni U23 UCI 2012 fu la sesta edizione della competizione organizzata dalla Unione Ciclistica Internazionale, passaggio obbligato per i ciclisti di meno di 23 anni che desideravano partecipare alle gare a loro riservate ai Campionati del mondo di ciclismo su strada 2012. Comprendeva dieci gare ed era riservata alle squadre nazionali, permettendo loro di accumulare punti e determinare il numero di posti assegnati a ciascuna di esse ai campionati del mondo.

## Calendario
| Data            | Gara                                                   | Vincitore           | Vincitore (Nazioni) | Leader (Nazioni)      |
| --------------- | ------------------------------------------------------ | ------------------- | ------------------- | --------------------- |
| 13 novembre     | Campionati africani-Prova in linea Under-23 (2011)     | Natnael Berhane     | Eritrea             | Eritrea               |
| 17 febbraio     | Campionati asiatici-Prova in linea Under-23 (2012)     | Tomohiro Kinoshita  | Giappone            | Giappone Eritrea      |
| 11 marzo        | Campionati panamericani-Prova in linea Under-23 (2012) | Cristobal Olavarria | Cile                | Giappone Eritrea Cile |
| 7 aprile        | Giro delle Fiandre Under-23 (2012)                     | Kenneth Van Bilsen  | Belgio              | Belgio                |
| 11 aprile       | La Côte Picarde (2012)                                 | Vegard Breen        | Norvegia            | Belgio                |
| 16 aprile       | ZLM Tour (2012)                                        | Maxime Daniel       | Francia             | Belgio                |
| 17-21 aprile    | Toscana-Terra di ciclismo (2012)                       | Fabio Aru           | Italia              | Belgio                |
| 30-3 giugno     | Coupe des Nations Ville de Saguenay (2012)             | Arman Kamyšev       | Kazakistan          | Francia               |
| 12 agosto       | Campionati europei-Prova in linea Under-23 (2012)      | Jan Tratnik         | Slovenia            | Belgio                |
| 26-1º settembre | Tour de l'Avenir (2012)                                | Warren Barguil      | Francia             | Francia               |

## Classifica
| Pos. | Paese       | Punti |
| ---- | ----------- | ----- |
| 1    | Francia     | 113   |
| 2    | Belgio      | 89    |
| 3    | Italia      | 80    |
| 4    | Kazakistan  | 62    |
| 5    | Slovenia    | 61    |
| 6    | Norvegia    | 48    |
| 7    | Russia      | 45    |
| 8    | Paesi Bassi | 44    |
| 9    | Argentina   | 43    |
| 10   | Stati Uniti | 37    |